# István Adámy
István Adámy (ur. 29 lipca 1954 w Budapeszcie) – węgierski instruktor sportowy, karateka stylu Kyokushin. W 1970 roku rozpoczął studia doktoranckie w Kolegium Wychowania Fizycznego. W 1976 roku otworzył w Budapeszcie pierwszy węgierski klub Karate Kyokushin.
W 1979 roku zorganizował Pierwsze Mistrzostwa Węgier, a 1982 Mistrzostwa Kyokushin o Puchar Oyama Cup, gdzie był osobiście zaproszony Masutatsu Ōyama. Następnie zorganizował drugi Puchar w 1985 (gościem honorowym był M. Oyama), trzeci w 1986 i czwarty w 1987 r.
W 1989 roku zorganizował Pierwsze Mistrzostwa Europy Kyokushin Karate. Autor czterech książek dotyczących sztuk walki. Uhonorowany medalem Republiki Węgierskiej przez Prezydenta Ferenca Madl'e.
Posiadacz 9 DAN Global Kyokushin Budokai.
Był uczniem Masutatsu Oyamy, Howarda Collinsa.